# Sông Bằng Giang

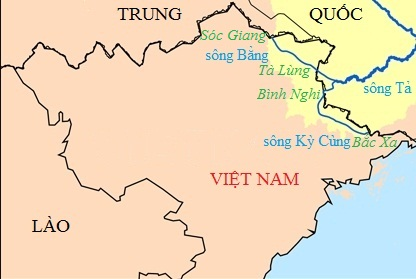
Sông Bằng Giang vào Việt Nam ở Sóc Giang và rời ở Tà Lùng.

Sông Bằng, còn có tên gọi là sông Bằng Giang chảy qua tỉnh Cao Bằng, Việt Nam.
Bắt nguồn từ Hang Ngườm Vài, cách cột mốc biên giới 675 chừng 200 mét, Suối Lê Nin dài 5 km vòng vèo chảy qua chân Núi Các Mác, qua Khu Du Lịch Pác Bó, một khoảng cách chim bay chỉ 3 km thôi, thì bắt đầu gọi là Sông Bằng, trong xã Trường Hà, huyện Hà Quảng, tỉnh Cao Bằng.
Sông chảy theo hướng đông nam qua các huyện Hà Quảng, Hòa An, thành phố Cao Bằng, huyện Quảng Hòa. Đoạn sông chảy qua Cao Bằng kết thúc tại cửa khẩu Tà Lùng, xã Mỹ Hưng, huyện Quảng Hòa (phía đông nam Cao Bằng) trước khi đổ vào tỉnh Quảng Tây, Trung Quốc. Nó hợp lưu với sông Kỳ Cùng gần thị trấn Long Châu (Long Châu, Sùng Tả, Quảng Tây) để tạo thành sông Tả Giang, chi lưu phía nam của Úc Giang. Ở Trung Quốc, sông Bằng được gọi là Thủy Khẩu Hà (水口河, Suikouhe) hoặc Lệ Giang (丽江, Lijang).
Sông Bằng có tổng chiều dài khoảng 108 km, trên đất Việt Nam sông Bằng có chiều dài khoảng 90 km, diện tích lưu vực 4.000 km²,độ cao bình quân lưu vực là 482 m, chiều rộng trung bình lưu vực là 44,5 km, mật độ lưới sông 0,91 km/km², hệ số uốn khúc là 1,29. Sông Bằng Giang có 24 chi lưu trong đó có 3 chi lưu lớn là sông Tsê Lao, sông Hiếu, sông Bắc Vọng.
Diện tích tự nhiên toàn lưu vực sông Bằng tính đến cửa khẩu Tà Lùng là 4.740 km², trong đó thuộc địa phận Việt Nam là 4.264 km², thuộc địa phận Trung Quốc 476 km². Mật độ lưới sông trong lưu vực là 0,91 km/km².

## Ảnh

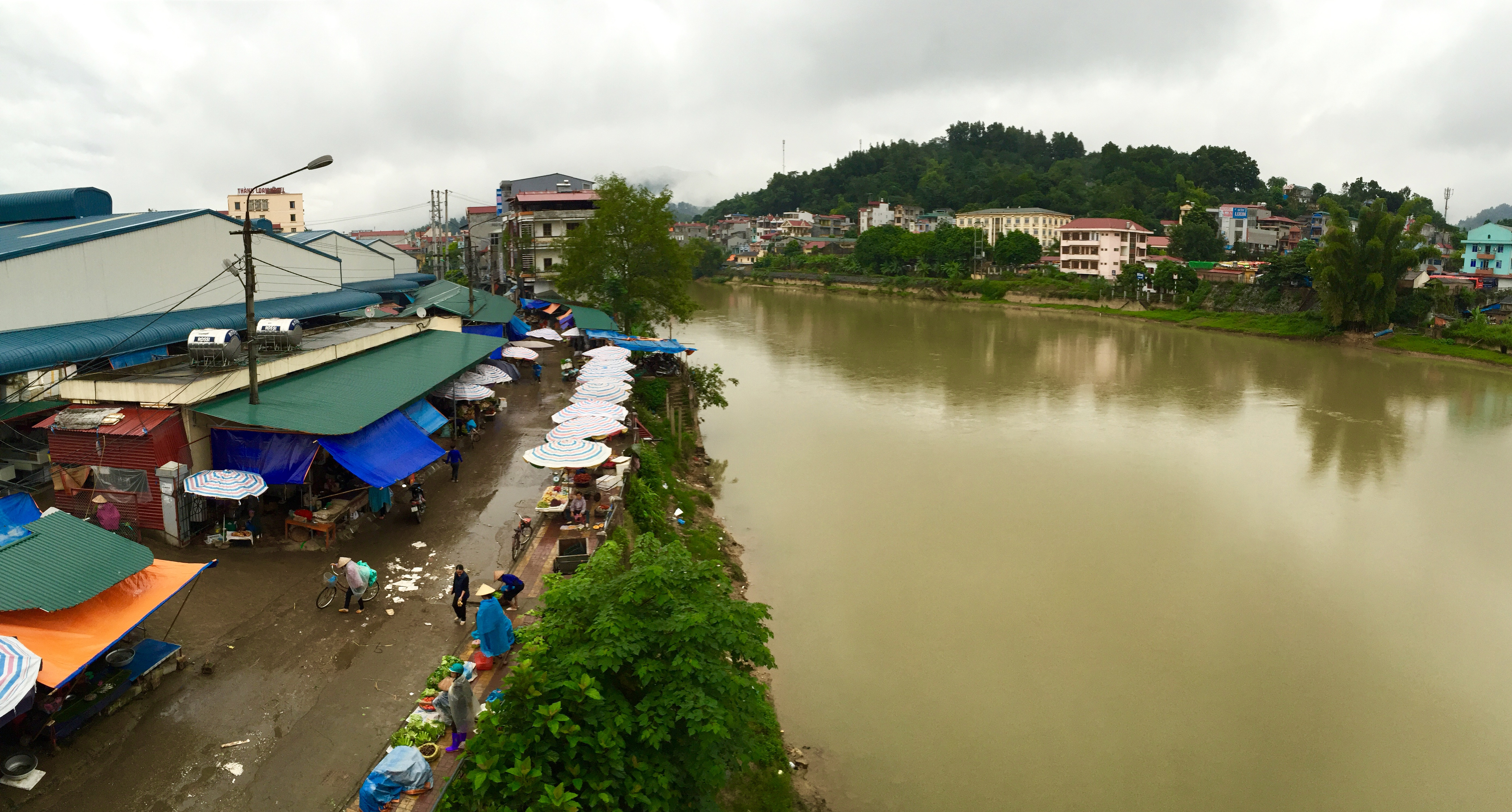
Đoạn chảy qua trung tâm thành phố Cao Bằng
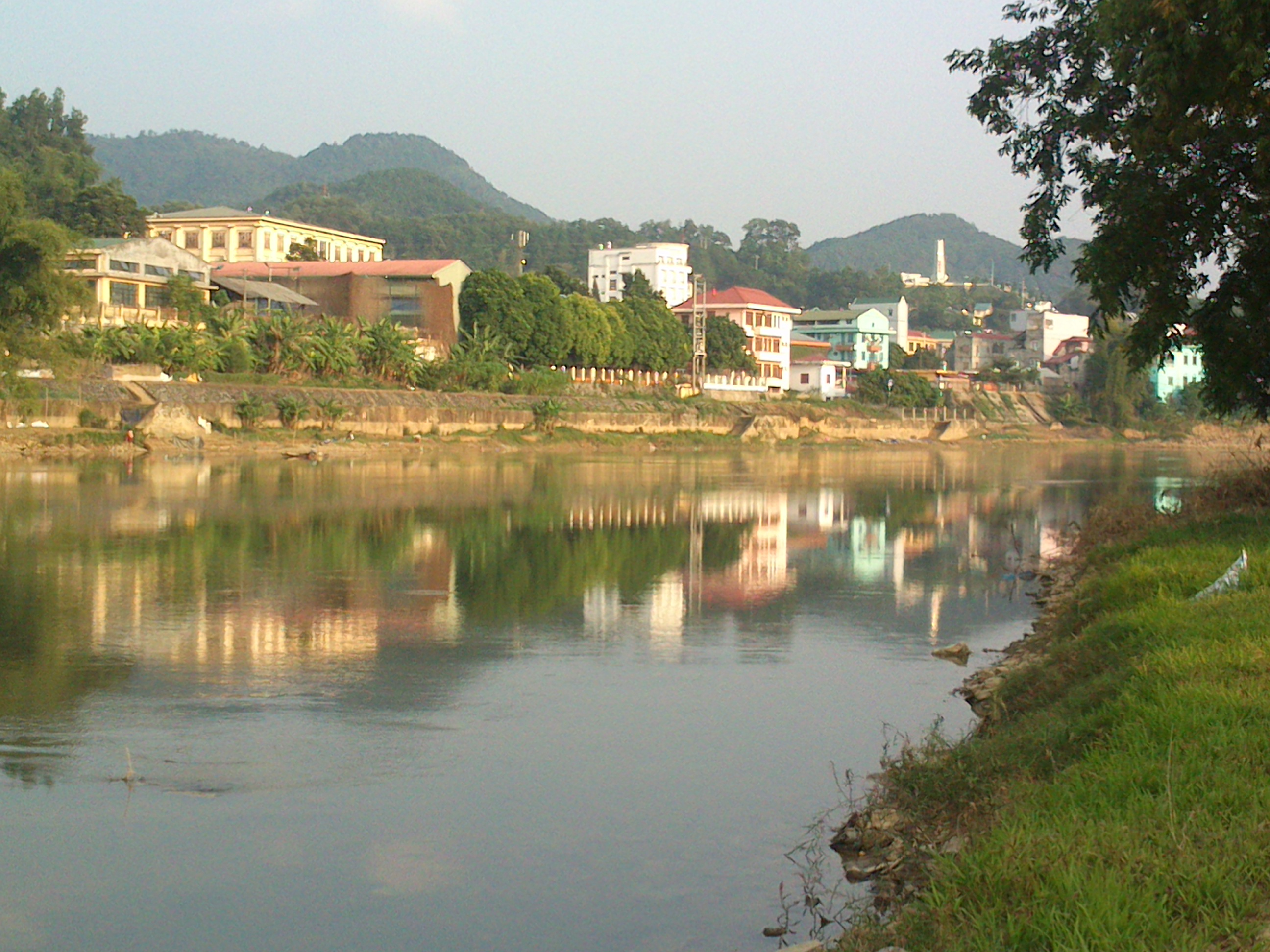
Sông Bằng Giang, đoạn chảy qua thành phố Cao Bằng
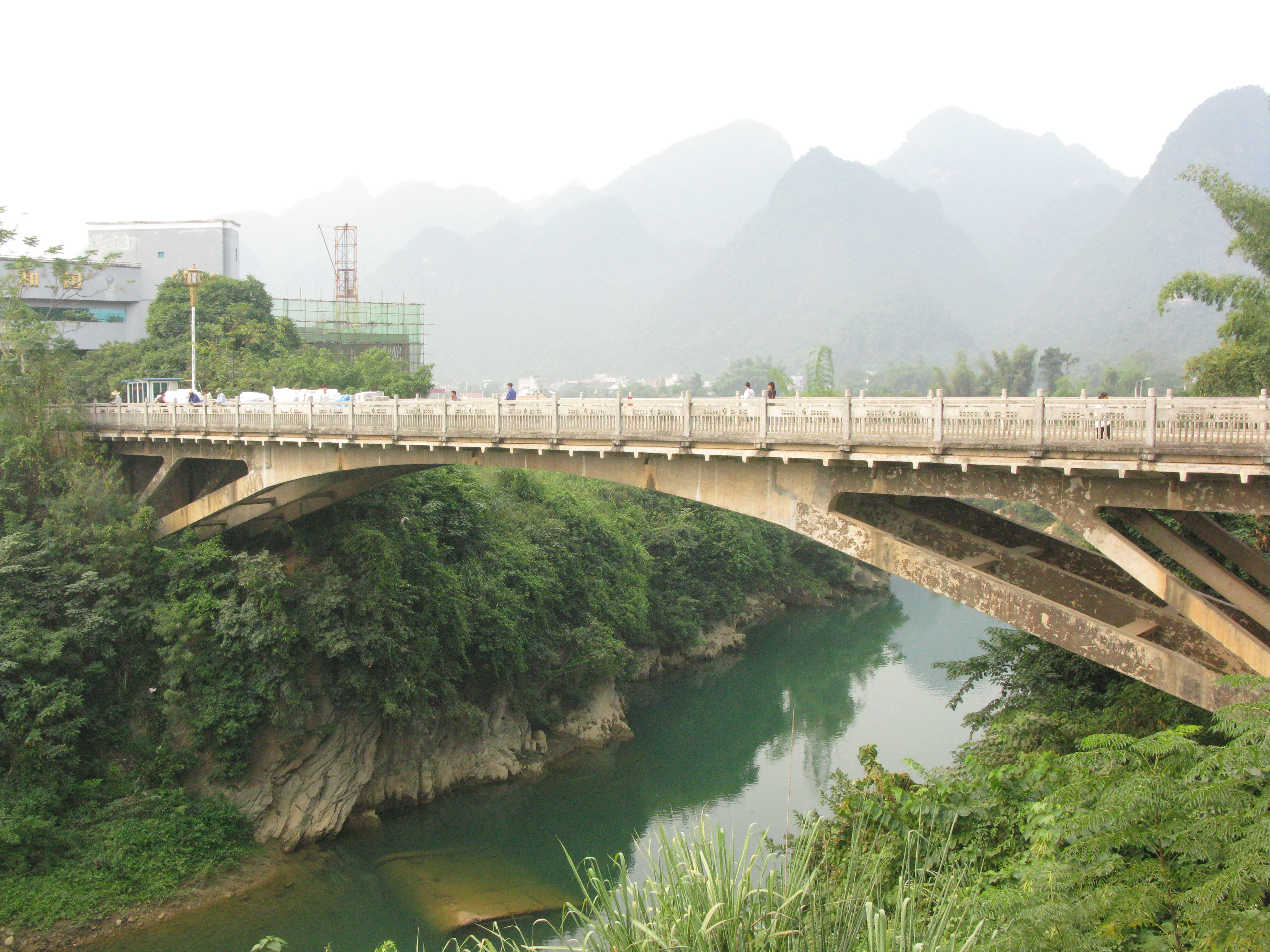
Sông Bằng Giang, đoạn tại cửa khẩu Tà Lùng, huyện Quảng Hòa, tỉnh Cao Bằng
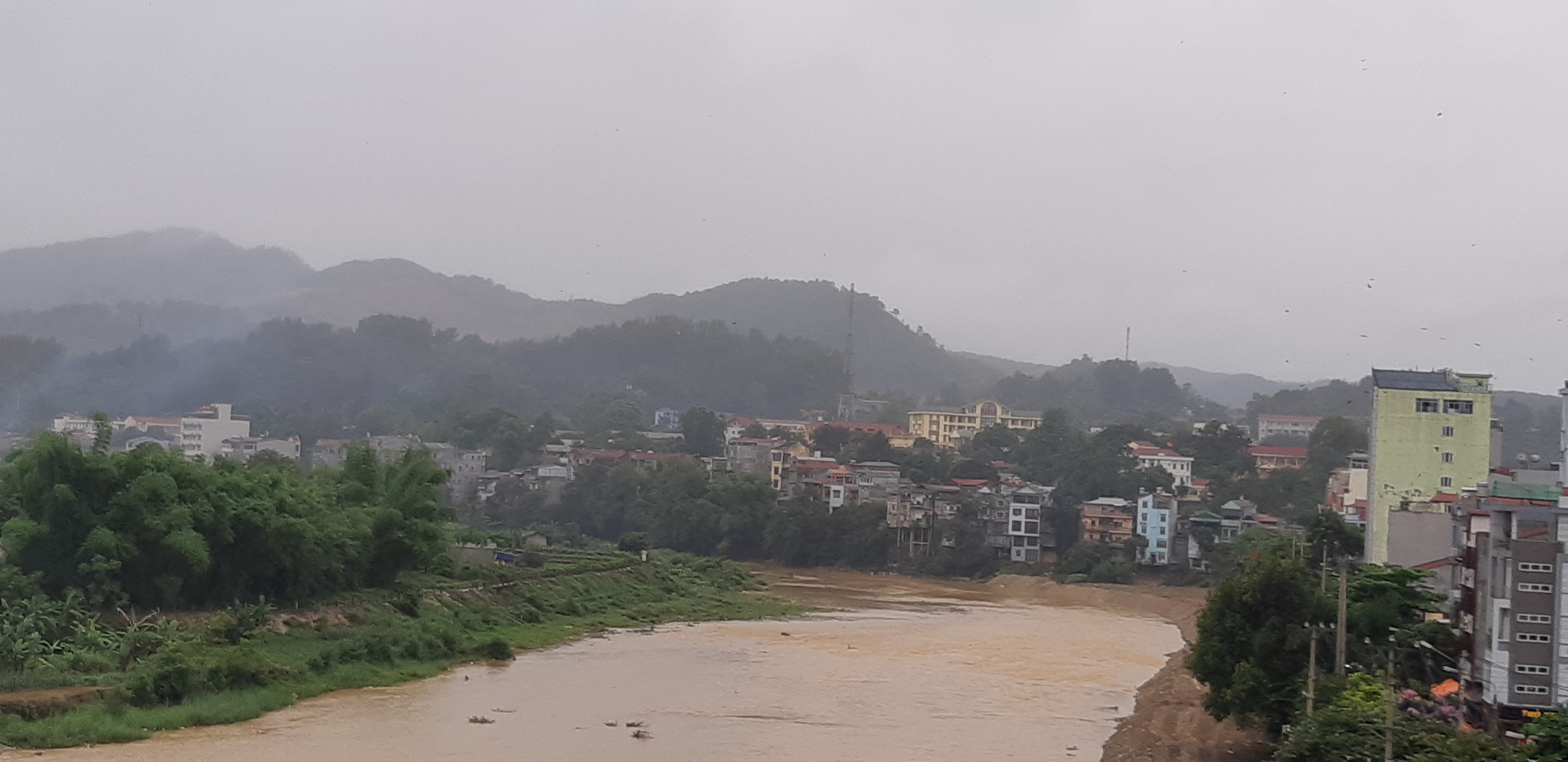
Sông Bằng Giang đoạn qua thành phố Cao Bằng.